# Enrique Duchicela
Enrique Roberto Duchicela Hernández (Riobamba, 22 de agosto de 1951 — Lima, 11 de junio de 1988) fue un sargento primero de la Fuerza Aérea Ecuatoriana que desapareció misteriosamente, mientras cumplía funciones de ayudante del agregado aéreo en la Embajada del Ecuador en Lima, el 27 de mayo de 1988. En el año 2004 el escritor peruano Ricardo Uceda en su libro Muerte en el Pentagonito, Los cementerios secretos del Ejército Peruano reveló que el Sargento Duchicela había sido secuestrado, torturado y asesinado al igual que el subteniente EP Marco Barrantes por agentes del Servicio de Inteligencia del Ejército Peruano (SIE) debido a supuestas actividades de espionaje militar que, según señala Uceda en su referido libro, habría admitido ante los agentes peruanos, su cuerpo fue incinerado en el sótano del Cuartel General del Ejército Peruano conocido como el Pentagonito.
Aunque inicialmente el gobierno ecuatoriano no se pronunció al respecto llegando a afirmar luego en rueda de prensa, el ministro de Defensa Jorge Félix, que Duchicela había desertado del servicio con una amante peruana, el 20 de noviembre de 2008 el gobierno del presidente Rafael Correa reivindicó al oficial desaparecido declarándolo Héroe Nacional. 

## Carrera militar
De un artículo publicado en el diario El Universo de Guayaquil se habla brevemente de su carrera militar:

Entró a la Fuerza Aérea Ecuatoriana (FAE)  el 16 de marzo de 1972 y perteneció a la promoción de Comandos Paracaidistas. Al inicio de su carrera se desempeñó como fotógrafo, camarógrafo, dibujante e instructor de la escuela de suboficiales de la FAE.

## Familia
Enrique Duchicela se casó con Martha Escobar (nacida en 1951) con quien procreó dos hijas: Jessica (nacida en 1978) y Paulina (nacida en 1982).

## Misión diplomática en Perú
Siendo Sargento Primero de Aviación fue designado Ayudante Administrativo en la Agregaduría Aérea de Lima-Perú con fecha 17 de diciembre de 1986, labor que desempeñó entre el 11 de enero de 1987 hasta el 27 de mayo de 1988, fecha en la que desapareció.

## Secuestro, tortura y muerte
El Sargento Duchicela desapareció poco antes de terminar su misión y de regresar a Ecuador, según ha relatado su esposa Martha Escobar, ella habló con el Sargento Duchicela el 27 de mayo de 1988 luego de lo cual no volvió a tener noticias, la Sra. Escobar realizó entonces todas las gestiones para obtener información de parte de la Fuerza Aérea Ecuatoriana y del gobierno del Ecuador sin lograr respuestas definitivas que establezcan el paradero y suerte del Sargento Duchicela, además meses después de perder contacto intentó viajar a Perú por vía terrestre pero fue detenida en la frontera por la policía peruana, interrogada y obligada a regresar a Ecuador. Relata que el jefe del Sargento Duchicela, el Coronel Marco Palacios, le indicó que no pregunte por su esposo: 

Este oficial me dijo: Ya no pregunte por su marido, señora. ¿O quiere que sus hijas se queden también sin madre?.

La investigación oficial de la FAE informó públicamente que Duchicela había desaparecido ya sea por voluntad propia o sido muerto por un conflicto pasional.

La versión oficial de las Fuerzas Armadas fue que luego de las  investigaciones se concluyó que Duchicela fue muerto por problemas “sentimentales” pero el cuerpo nunca apareció. Escobar dice que el ex jefe de su esposo, el agregado militar en Perú Marco Palacios, le dijo que inteligencia de la FAE determinó que ese era el motivo.

La familia denunció el caso ante la Asociación Latinoamericana de los Derechos Humanos, según la esposa, porque fue amenazada por Palacios si investigaba por su cuenta. La desesperación llevó a la viuda  a entrevistarse con el entonces presidente León Febres-Cordero.

Ella dice que el mandatario le contestó: “¿Qué quiere señora... ver derramar sangre, qué quiere que desaparezcan pueblos por un hombre?”.

En diciembre de 1988 el entonces Ministro de Defensa de Ecuador, Jorge Félix, declaró en rueda de prensa:

El Sargento de la Fuerza Aérea Enrique Duchicela desertó. Abandonó el trabajo y su familia.

Sin embargo esta declaración, ya en otro gobierno, el Sargento Duchicela fue declarado muerto en 1991 y ascendido post mortem al grado inmediato superior de Suboficial Segundo, medida que solo se aplica a militares caídos en cumplimiento del deber.
En el 2004 se publicó el Libro "Muerte en el Pentagonito. Los cementerios secretos del ejército peruano" del periodista Ricardo Uceda, en dicha obra el autor afirma revelar las acciones represivas del Servicio de Inteligencia del Ejército peruano (SIE) durante la guerra contra los grupos terroristas peruanos tales como Sendero Luminoso durante los años 80s y 90s. Un capítulo del mencionado libro relata que el SIE detectó una fuga de información que investigada llevó a la captura de varios militares peruanos que señalaron como contacto al Sargento Duchicela quien fue secuestrado, torturado y asesinado por miembros del SIE.
Ricardo Uceda declaró en una entrevista al diario El Comercio de Quito lo siguiente:

En el capítulo 8, ‘El espía que no regresó a Quito’, hay una narración de fuente directa, una de las cuales fue el ex militar Jesús Mateo Sosa Saavedra , pero no fue la única.
 
Cuando secuestraron y ejecutaron a Duchicela, también lo hicieron con el teniente peruano Marco Barrantes. A él y a otros militares les procesaron por vender información militar a Duchicela. A siete les detuvieron, enjuiciaron e hicieron cumplir una pena, pero la justicia militar declaró que a Barrantes nunca le encontraron y le juzgaron en ausencia. En realidad le detuvieron, interrogaron y ejecutaron. Su testimonio sirvió para secuestrar a Duchicela. Ambos fueron ejecutados.

Sobre la ejecución de Duchicela el libro de Ricardo Uceda relata en el mencionado libro:

En el trayecto de Duchicela hacia su muerte, los agentes le hacían la conversación, para darle confianza. Le hablaban de la buena suerte que él tenía, en comparación con los peruanos: él se iría tranquilo a Ecuador, mientras sus cómplices del Perú la iban a ver horrible. Volvieron a pedirle que dijera que fue tratado bien.

-Sí -dijo-. Yo no voy a hablar mal de ustedes.
Caminaba esposado y a ciegas, dejándose llevar por el brazo de Sosa. Cuando llegaron al incinerador, Sosa lo detuvo. Se puso un paso detrás de él.
-¿Y qué va a pasar con el auto que te compraste? -le preguntó.
Quiso decir algo. El balazo no se oyó. Cayó bruscamente. 
El coronel Hanke y el comandante Rivera bajaron al sótano cuando Ortiz y Figueroa llevaban a Barrantes a su lugar de ejecución. Fueron informados de que ya había muerto Duchicela. Luego salieron. Pichilingue no apareció. Aparentemente, había salido del Pentagonito.
Los oficiales eran así. Preferían no involucrarse en el trabajo sucio. Cumplían órdenes del comandante general, Artemio Palomino, y su trabajo no era apretar el gatillo sino supervisar el operativo. Ortiz, a cargo de Barrantes, le disparó en la sien mientras dialogaba con el prisionero. Cuando cayó, aún respiraba. Sosa recriminó al matador. Había sido un mal tiro. Se acercó a Barrantes y lo remató.
Los agentes acomodaron los cadáveres uno sobre el otro en la parrilla improvisada. Duchicela fue doblado formando una U, con la espalda pegada al fondo del incinerador. A Barrantes se le flexionó del mismo modo, pero lo pusieron con la espalda hacia fuera y las extremidades hacia el interior, encima del ecuatoriano. Así dispuestos, los cuerpos entraron justos.
Cinco horas ardió el incinerador, alimentado continuamente de combustible por los cinco parrilleros del SIE reunidos alrededor de su boca. A las cuatro y media de la mañana parecía que todo lo que quedaba de los prisioneros era un montón de cenizas. Pero no. Había huesitos que se resistían a desaparecer, vísceras que estaban negras pero no calcinadas. "Siempre he dicho que las vísceras son las más resistentes al fuego. ¿Lo ven?", observó Sosa a sus compañeros. Se pusieron a disolver los residuos, haciéndolos polvo con sus armas blancas. A las cinco, su misión concluyó. Subieron para informar a Harry Rivera.

Aquel sábado, por la tarde, regresaron al sótano Ortiz, Sauni y Sosa. Las cenizas de los infortunados militares estaban frías en la base del incinerador. Con una pala las recogieron y las metieron en un saco de polietileno, que resultó ocupado hasta la mitad. Uno de ellos se lo puso al hombro. El grupo se dirigió hacia los jardines posteriores del SIE, un área de mil metros cuadrados en la parte central del Pentagonito. Una vez allí, se persignaron gravemente, y guardaron unos instantes de silencio antes de esparcir las cenizas entre las plantas.

Sobre el involucramiento del mando político y militar peruano el libro de Uceda relata:

Era lunes 13 de junio de 1988. Las cenizas de Duchicela habían sido esparcidas el sábado anterior en los jardines del Pentagonito. Jesús Sosa estaba en la oficina del jefe del SIE2, Harry Rivera, en el primer piso del complejo. Oswaldo Hanke se apareció en la puerta. Según declaró Sosa para este libro, el coronel dijo. 

-Chato, felicitaciones del comandante general. Y felicitaciones del presidente de la República. Alan García está muy satisfecho.

El general Palomino y el expresidente García se negaron a declarar sobre el caso para este libro. El general Oswaldo Hanke y el coronel Harry Rivera, en cambio, se reunieron por separado con el autor y negaron explícitamente haber participado en los hechos narrados. De acuerdo con su versión, es cierto que hubo venta de información secreta a una potencia extranjera en 1988 por parte del personal del Ejército, pero la investigación del SIE no pudo determinar qué país compraba la información. Marco Barrantes se fugó y jamás fue hallado. Cuando el autor les mencionó a Enrique Duchicela, dijeron que escuchaban ese nombre por primera vez.

El diario La República de Lima publicó el 6 de febrero de 2007 extractos de una declaración jurada del Suboficial Jesús Sosa Saavedra, entonces prófugo, y que confirma el secuestro y asesinato de Duchicela por parte de agentes del SIE:

Hice vigilancia a Duchicela con Ángel Sauñi, (a quien) finalmente lo encontramos en mayo (de 1988). (...) Los únicos detenidos de cuyas capturas se guarda reserva, y que sólo conocieron los altos mandos y los que participamos en el operativo, fueron las de Barrantes y Duchicela.

Aunque no menciona que disparó y mató a Barrantes y a Duchicela, el prófugo ex agente del SIE Jesús Sosa admitió que ambos espías fueron eliminados por mandato de sus superiores.
Se realizaron algunas consultas y coordinaciones entre el coronel jefe del SIE (Oswaldo Hanke), el general director de Inteligencia (Dinte, general Juan Campos Luque), y el comandante general del Ejército (general Artemio Palomino Toledo). (...) Creo que el Comando decidió desaparecer definitivamente a Barrantes porque actuó no sólo en contra del Ejército sino de la Nación (...). La ejecución también sirvió de escarmiento para los peruanos y ecuatorianos tentados a involucrarse en acciones de espionaje. Además, la desaparición de Duchicela y Barrantes evitó un escándalo ante la opinión pública.
El testimonio del ex agente del SIE derrumba desde sus cimientos la defensa del general EP (r) Oswaldo Hanke, el coronel EP (r) Harry Rivera Azabache, y de los suboficiales Julio Ramos Álvarez, Gumercindo Zambrano Salazar y Jorge Ortíz Mantas. 

No aparecen como enjuiciados el ex comandante general del Ejército Artemio Palomino Toledo, ni el ex director de la Dinte general Juan Campos Luque, entre otros.

El 3 de abril de 2008 el Suboficial Jesús Sosa Saavedra, buscado por los crímenes del Grupo Colina fue capturado y llevado a declarar ante la justicia peruana en el juicio que se le sigue al expresidente Alberto Fujimori, en una audiencia confesó su participación en el secuestro y asesinato de Duchicela.
El diario Perú 21 reporta sobre la declaración de Sosa el 31 de julio de 2008:

El ex integrante del grupo Colina Jesús Sosa Saavedra, alias 'Kerosene’, soltó ante el tribunal que juzga a Alberto Fujimori una versión que involucra al presidente Alan García en el asesinato del agregado de la Fuerza Aérea de Ecuador, Enrique Duchicela, ocurrido en 1988.

El otrora agente de Inteligencia narró a la sala que a fines de 1988 fue el jefe operativo de un equipo especial denominado 'Escorpio’, el cual –según dijo– se encargó de investigar y desarticular una red de espionaje ecuatoriana que estaba al mando del suboficial Duchicela.

Precisó que la mencionada operación se centró en la captura del citado espía, quien luego fue asesinado.

## Declaración de Héroe Nacional
En agosto de 2008, en una entrevista a un medio local la viuda de Duchicela pedía que "así como enlodaron el nombre de mi esposo, diciendo que fue un desertor y se fue con otra mujer, que el Gobierno del Ecuador tenga la valentía de revelar qué misión le asignó y reconozca que, finalmente, él fue un héroe, que solo cumplió órdenes y terminó con la peor muerte que un ser humano pueda imaginar". Su solicitud encontró eco y aunque no se realizó un pronunciamiento oficial sobre la supuesta misión de espionaje, el 27 de octubre de 2008 la Fuerza Aérea reveló una placa en Memoria del Suboficial Enrique Duchicela en el mausoleo de la FAE, Cementerio El Batán, a dicha ceremonia asistieron su viuda e hijas.
El Presidente del Ecuador emitió el decreto de declaración de Héroe Nacional el 20 de noviembre de 2008:

No  1446
RAFAEL CORREA DELGADO
PRESIDENTE CONSTITUCIONAL DE LA REPÚBLICA
CONSIDERANDO:
Que mediante Decreto Ejecutivo publicado en el Registro Oficial No. 1613-R del  17 de diciembre de 1986 fue designado en calidad de Ayudante Administrativo en la Agregaduría Aérea de Lima-Perú, el Sgop. Avc. Enrique Roberto Duchicela Hernández;
Que desde el 11 de enero de 1987 el Sgop. Duchicela cumplió sus funciones militares en la República del Perú y desapareció el 27 de mayo de 1988;
Que desde la desaparición del Sgop. Duchicela, la Fuerza Aérea Ecuatoriana, en coordinación con los Organismos correspondientes del Ministerio de Defensa Nacional, ha efectuado todos los trámites legales administrativos que correspondían con motivo de la desaparición del Sgop. Duchicela, sujetándose a las normas legales vigentes;
Que el Sgop. Duchicela fue ascendido a Suboficial Segundo post-mortem el 18 de junio de 1991, 
de conformidad con el Artículo 138 de la Ley de Personal de las Fuerzas Armadas, con los beneficios que esta situación significa, una vez que el Juzgado Séptimo de lo Civil de Pichincha, declaró judicialmente la muerte presunta por desaparecimiento del mencionado aerotécnico, con fecha 18 de junio de 1991;
Que existe un proceso en la Quinta Fiscalía Penal del Perú donde se realiza la investigación sobre la desaparición del Subs. Enrique Duchicela;
Que existe la indagación previa 140-2004 en la Fiscalía General del Estado del Ecuador, proceso investigativo que continúa abierto y es de permanente preocupación institucional;
Que existe el expediente No. 38964-AP-2008 en la Defensoría del Pueblo del Ecuador acerca de la desaparición y presunto asesinato del Subs. Enrique Duchicela;
Que el Gobierno Nacional, el Ministerio de Defensa Nacional, el Comando Conjunto de las Fuerzas Armadas y la Fuerza Aérea, por todos los medios posibles, han realizado esfuerzos para tratar de obtener alguna información que permita esclarecer definitiva y fundamentadamente  los móviles de la desaparición del Sgop. Duchicela;
Que el Subs. Enrique Duchicela ha efectuado actos relevantes y ha expuesto su vida en beneficio de la Institución y por lo tanto del País;
A pedido del señor Ministro de Defensa Nacional, mediante Oficio No. MS-1-4-2008-252, de 27 de octubre del 2008; y
En ejercicio de las atribuciones conferidas por el Artículo 147 números 5 y 16 de la Constitución de la República del Ecuador,
DECRETA:
Art. 1.- Reconocer y proclamar al Subs. Avc. Enrique Roberto Duchicela Hernández, Héroe Nacional, ejemplar militar y ciudadano, paradigma de las generaciones que le sucedan.
Art. 2.- Exhortar a las Fuerzas Armadas y a los sistemas de educación e información nacional, cultivar la memoria del ejemplar militar que sirvió con su vida al país.
Art. 3.- De la ejecución del presente Decreto, que entrará en vigencia a partir de su publicación en el Registro Oficial, encárguese al señor Ministro de Defensa Nacional.
Dado en el Palacio Nacional, en Quito, a 20 de noviembre de 2008
firman
Rafael Correa Delgado
Presidente Constitucional de la República
Javier Ponce Cevallos
Ministro de Defensa Nacional